# Дворище (Лидский район)
Дворище (бел. Дво́рышча) — агрогородок в Лидском районе Гродненской области Беларуси. Административный центр Дворищанского сельсовета.

## География
Расположен в 15 км в направлении на северо-восток от Лиды, 125 км от Гродно, на автомобильной дороге Лида—Ошмяны.
Пролегает дорога Н-6485, трасса Р-89.
Ближайшие населённые пункты Гимбуты, Марисево, Мергинцы, Эйтуны, Юровичи и др.

### Гидрография
Около реки Жижма.

## История
В 1433 году Великий князь Сигизмунд Кейстутович передал за заслуги Яну Гаштольду Новый Двор, на месте которого позже возникли Трокели. Дворище, Трокели и близлежащие поселения представляли единый хозяйственный комплекс; поэтому можно предположить, что Старый Двор, или просто Двор был как раз на месте современного Дворища, и возникновение здесь поселения нужно относить к концу XIV — началу XV веков.
Сочетание возвышенностей и низин поймы речки Жижмы повышали обороноспособность Двора, делали его труднодоступным с двух сторон. С других двух сторон была необходимость в искусственных укреплениях (копался ров), по всему периметру ставился плетень. 
В середине XV века земли в районе Дворища принадлежали великим князьям литовским. Они были заселены боярами, которые здесь управлялись, платили дани и выполняли повинности. В начале 1520-х годов Дворище принадлежало пану Юрию Ильиничу — предводителю королевскому, старосте лидскому. В 1528 году перешло к его сыну Феликсу Ильиничу (Щасному), женатому на Софье Радзивилл. Единственный сын их Юрий после смерти отца был взят на воспитание дядей Николаем Радзивиллом Чёрным, воспитывался в Несвиже, а позже служил в австрийской армии. В 1555 году римский император Фердинанд I передал Юрию Ильиничу титул графа на Миры. Согласно переписи войска ВКЛ в 1567 году Юрий Ильинич от имения Дворище ставил на службу 12 лошадей и 6 жеребят. Один вооруженный воин выставлялся от 20 дымов, значит жителей вокруг Дворища должно было насчитываться не менее 2 тысяч человек. Юрий Ильинич принял к себе за сына князя Николая Христофора Радзивилла, своего двоюродного брата, известного как «Сиротка», и 4 мая 1569 года подарил ему в собственность замок Мир и имения Жуховичи, Дворище, Зельву, Черновчицы и Белую, умер в расцвете веков, как последний представитель рода Ильиничей.
Николай Христофор Радзивилл «Сиротка» под влиянием иезуита Петра Скарги стал активным католиком. Отправляясь в паломничество в Святую Землю, князь имение Дворище в 1574 году отдал в залог, а 22 августа 1577 года продал епископу Валериану Протасевичу. Через год, 25 августа 1578 года, последний подарил Дворище «навечно» Виленскому иезуитскому коллегиуму. 1 апреля 1579 года король Стефан Баторий утвердил этот подарок.
Дворище и ближайшие поселения находились во владении иезуитов почти двести лет, как имения, предназначенные для содержания Виленской академии. Крестьяне подчинялись ректорам, которые постоянно держали в Дворище своих администраторов или, так называемых, прокураторов. В 1591 году ректор Виленской академии Гарция Алабиана основал в Дворище часовню Святой Матери Божьей Ружанцовой, a 1 мая 1591 года передал трокельской плебании д. Мейдуны и ежегодную сумму из имения Дворище.
Война России с Речью Посполитой (1654—1667) разрушила имения. Во времена нашествия на Карла XII (1706) Дворище должно было пойти с дымом, чтобы не было выкуплено за деньги, которые один из монахов спешно привез.
После кассации ордена иезуитов в 1775 году Дворище перешло в кладовое управление, а затем продано троцкому судью Михалу Ромеру с долгом выплат в пользу Эдукационной комиссии. Вскоре значительная часть имений растерялась между меньшими владельцами и арендаторами второй и третьей руки.
Во время восстания 1794 года, 6 июля Дворище занято русскими войсками генерала Кноринга. Он отправил из отсюда дозор в сторону Лиды, недалеко от усадьбы дозор встретили лидские сотни под командованием Короля Сципиона дель Кампо и Язепа Вилбека и отогнали обратно. Но позже лидские сотни отступили в Лиду.
После третьего раздела Речи Посполитой (1795) деревня в Российской империи. Согласно люстрации 1796 года Дворище с фольварками Владиславово, Трокели и Гуры состояли в наследственной собственности Игната Шукевича, слонимского земского писаря, у которого Дворище, Трокели и Владиславово арендовала пани Пузынина (Пузыня), Гуры арендовал Станислав Вовк. Волость охватывала 22 деревни и имела 224 дыма и 1265 душ крепостных.
С 1904 года в Жирмунской волости Лидского уезда Виленской губернии.
В 1915 году оккупирована Германией, с 1921 года в составе Польши, с 1939 года — в БССР. С конца июня 1941 года до начала июля 1944 года под немецко-фашистской оккупацией.
До 11 января 1966 года деревня входила в состав Трокельского сельсовета Вороновского района.
В 2009 году деревня Дворище преобразована в агрогородок.

## Население

### Численность
- 2009 год — 534 жителей

### Динамика
- 1904 год — 92 жителей (54 муж., 38 жен.)[4]
- 1997 год — 546 жителей, 170 дворов[3]
- 1999 год — 551 жителей (перепись населения)
- 2009 год — 534 жителей (перепись населения)[4]

## Достопримечательность
- Фрагменты усадьбы с водяной мельницей (XIX век). Недалеко от усадебного дома хозяйственные постройки, кузница. Усадьбу окружает парк.
- Храм Святой Софии Слуцкой.
- Памятник землякам, погибшим в годы Великой Отечественной войны.